# Звёздный (Волгоградская область)
Звёздный — посёлок в Среднеахтубинском районе Волгоградской области России. Входит в состав Верхнепогроменского сельского поселения.
Находится Звёздный около гидросооружения Среднеахтубинский канал.

## География
В посёлке имеются четыре улицы — Степная, Центральная, Школьная и Дружбы.

## Население
| 2010 |
| ---- |
| 245  |